# Tour d'Italie 1994
Le Tour d'Italie 1994 est la 77e édition du Tour d'Italie, qui s'est élancée de Bologne le 22 mai 1994 et est arrivée à Milan le 12 juin. Long de 3 738 kilomètres, ce Giro a été remporté par le Russe Evgueni Berzin.

## Équipes participantes
| N.    | Code | Équipe                     |
| ----- | ---- | -------------------------- |
| 1-9   | BAN  | Banesto                    |
| 11-19 | AMO  | Amore & Vita-Galatron      |
| 21-29 | BRE  | Brescialat-Ceramiche Refin |
| 31-39 | CAR  | Carrera-Tassoni            |
| 41-49 | CAS  | Castorama                  |
| 51-59 | GBM  | GB-MG Maglificio           |
| 61-69 | GEW  | Gewiss-Ballan              |
| 71-79 | JOL  | Jolly Componibili-Cage     |
| 81-89 | KEL  | Kelme-Avianca-Gios         |

| N.      | Code | Équipe                 |
| ------- | ---- | ---------------------- |
| 91-99   | LAM  | Lampre-Panaria         |
| 101-109 | MAP  | Mapei-CLAS             |
| 111-119 | MER  | Mercatone Uno          |
| 121-129 | MOT  | Motorola               |
| 131-139 | NAV  | Navigare-Blue Storm    |
| 141-149 | PLT  | Polti-Vaporetto        |
| 151-159 | TEL  | Telekom-Merckx         |
| 161-169 | ZGM  | ZG Mobili-Selle Italia |

## Étapes
| Étape       | Date     | Villes étapes                           | km       | Vainqueur d'étape        | Leader du classement général |
| 1re étape a | 22 mai   | Bologne - Bologne                       | 86       | Endrio Leoni             | Endrio Leoni                 |
| 1re étape b | 22 mai   | Bologne - Bologne                       | 7 (CLM)  | Armand de Las Cuevas     | Armand de Las Cuevas         |
| 2e étape    | 23 mai   | Bologne - Osimo                         | 232      | Moreno Argentin          | Moreno Argentin              |
| 3e étape    | 24 mai   | Osimo - Loreto Aprutino                 | 185      | Gianni Bugno             | Moreno Argentin              |
| 4e étape    | 25 mai   | Montesilvano Marina - Campitello Matese | 204      | Evgueni Berzin           | Evgueni Berzin               |
| 5e étape    | 26 mai   | Campobasso - Melfi                      | 158      | Endrio Leoni             | Evgueni Berzin               |
| 6e étape    | 27 mai   | Potenza - Caserta                       | 215      | Marco Saligari           | Evgueni Berzin               |
| 7e étape    | 28 mai   | Fiuggi - Fiuggi                         | 119      | Laudelino Cubino         | Evgueni Berzin               |
| 8e étape    | 29 mai   | Grosseto - Follonica                    | 44 (CLM) | Evgueni Berzin           | Evgueni Berzin               |
| 9e étape    | 30 mai   | Castiglione della Pescaia - Pontedera   | 153      | Ján Svorada              | Evgueni Berzin               |
| 10e étape   | 31 mai   | Marostica - Marostica                   | 115      | Djamolidine Abdoujaparov | Evgueni Berzin               |
| 11e étape   | 1er juin | Marostica - Bibione                     | 165      | Ján Svorada              | Evgueni Berzin               |
| 12e étape   | 2 juin   | Bibione - Kranj (SLO)                   | 204      | Andrea Ferrigato         | Evgueni Berzin               |
| 13e étape   | 3 juin   | Kranj (SLO) - Lienz (AUT)               | 234      | Michele Bartoli          | Evgueni Berzin               |
| 14e étape   | 4 juin   | Lienz (AUT) - Meran                     | 235      | Marco Pantani            | Evgueni Berzin               |
| 15e étape   | 5 juin   | Meran - Aprica                          | 195      | Marco Pantani            | Evgueni Berzin               |
| 16e étape   | 6 juin   | Sondrio - Stradella                     | 220      | Maximilian Sciandri      | Evgueni Berzin               |
| 17e étape   | 7 juin   | Santa Maria della Versa - Lavagna       | 200      | Ján Svorada              | Evgueni Berzin               |
| 18e étape   | 8 juin   | Chiavari - Passo del Bocco              | 35 (CLM) | Evgueni Berzin           | Evgueni Berzin               |
| 19e étape   | 9 juin   | Lavagna - Bra                           | 212      | Massimo Ghirotto         | Evgueni Berzin               |
| 20e étape   | 10 juin  | Cuneo - Les Deux Alpes (FRA)            | 201      | Vladimir Poulnikov       | Evgueni Berzin               |
| 21e étape   | 11 juin  | Les Deux Alpes (FRA) - Sestrières       | 121      | Pascal Richard           | Evgueni Berzin               |
| 22e étape   | 12 juin  | Turin - Milan                           | 198      | Stefano Zanini           | Evgueni Berzin               |

## Classements finals

### Classement général final
| \| Classement général \| Classement général \| Classement général \| Classement général \| Classement général \| \| Coureur \| Coureur \| Pays \| Équipe \| Temps \| \| ------------------ \| -------------------- \| ------------------ \| --------------------------------------- \| ------------------ \| \| 1er \| Evgueni Berzin \| Russie \| Gewiss-Ballan \| 100 h 41 min 21 s \| \| 2e \| Marco Pantani \| Italie \| Carrera Jeans-Tassoni \| + 2 min 51 s \| \| 3e \| Miguel Indurain \| Espagne \| Banesto \| + 3 min 23 s \| \| 4e \| Pavel Tonkov \| Russie \| Lampre-Panaria \| + 11 min 16 s \| \| 5e \| Claudio Chiappucci \| Italie \| Carrera Jeans-Tassoni \| + 11 min 55 s \| \| 6e \| Nelson Rodríguez \| Colombie \| ZG Mobili \| + 13 min 17 s \| \| 7e \| Massimo Podenzana \| Italie \| Navigare-Blue Storm \| + 14 min 35 s \| \| 8e \| Gianni Bugno \| Italie \| Polti-Vaporetto \| + 15 min 26 s \| \| 9e \| Armand de Las Cuevas \| France \| Castorama \| + 15 min 35 s \| \| 10e \| Andrew Hampsten \| États-Unis \| Motorola \| + 17 min 21 s \| \| 11e \| Vladimir Poulnikov \| Ukraine \| Carrera Jeans-Tassoni \| + 18 min 02 s \| \| 12e \| Wladimir Belli \| Italie \| Lampre-Panaria \| + 19 min 36 s \| \| 13e \| Georg Totschnig \| Autriche \| Polti-Vaporetto \| + 20 min 04 s \| \| 14e \| Moreno Argentin \| Italie \| Gewiss-Ballan \| + 27 min 47 s \| \| 15e \| Pascal Richard \| Suisse \| GB-MG Boys Maglificio-Technogym-Bianchi \| + 28 min 38 s \| \| 16e \| Ivan Gotti \| Italie \| Polti-Vaporetto \| + 28 min 59 s \| \| 17e \| Flavio Giupponi \| Italie \| Brescialat-Refin \| + 29 min 39 s \| \| 18e \| Udo Bölts \| Allemagne \| Telekom-Merckx \| + 30 min 23 s \| \| 19e \| Roberto Conti \| Italie \| Lampre-Panaria \| + 33 min 41 s \| \| 20e \| Davide Rebellin \| Italie \| GB-MG Boys Maglificio-Technogym-Bianchi \| + 34 min 46 s \| \| 21e \| Sergueï Outschakov \| Ukraine \| Polti-Vaporetto \| + 37 min 41 s \| \| 22e \| Francesco Casagrande \| Italie \| Mercatone Uno-Medeghini \| + 45 min 32 s \| \| 23e \| Franco Vona \| Italie \| GB-MG Boys Maglificio-Technogym-Bianchi \| + 45 min 32 s \| \| 24e \| Piotr Ugrumov \| Lettonie \| Gewiss-Ballan \| + 49 min 26 s \| \| 25e \| Oscar Pelliccioli \| Italie \| Polti-Vaporetto \| + 52 min 13 s \| |                      |            |                                         |                   |
| |                      |            |                                         |                   |
| |                      |            |                                         |                   |
| Classement général |                      |            |                                         |                   |
| Coureur | Coureur              | Pays       | Équipe                                  | Temps             |
| 1er | Evgueni Berzin       | Russie     | Gewiss-Ballan                           | 100 h 41 min 21 s |
| 2e | Marco Pantani        | Italie     | Carrera Jeans-Tassoni                   | + 2 min 51 s      |
| 3e | Miguel Indurain      | Espagne    | Banesto                                 | + 3 min 23 s      |
| 4e | Pavel Tonkov         | Russie     | Lampre-Panaria                          | + 11 min 16 s     |
| 5e | Claudio Chiappucci   | Italie     | Carrera Jeans-Tassoni                   | + 11 min 55 s     |
| 6e | Nelson Rodríguez     | Colombie   | ZG Mobili                               | + 13 min 17 s     |
| 7e | Massimo Podenzana    | Italie     | Navigare-Blue Storm                     | + 14 min 35 s     |
| 8e | Gianni Bugno         | Italie     | Polti-Vaporetto                         | + 15 min 26 s     |
| 9e | Armand de Las Cuevas | France     | Castorama                               | + 15 min 35 s     |
| 10e | Andrew Hampsten      | États-Unis | Motorola                                | + 17 min 21 s     |
| 11e | Vladimir Poulnikov   | Ukraine    | Carrera Jeans-Tassoni                   | + 18 min 02 s     |
| 12e | Wladimir Belli       | Italie     | Lampre-Panaria                          | + 19 min 36 s     |
| 13e | Georg Totschnig      | Autriche   | Polti-Vaporetto                         | + 20 min 04 s     |
| 14e | Moreno Argentin      | Italie     | Gewiss-Ballan                           | + 27 min 47 s     |
| 15e | Pascal Richard       | Suisse     | GB-MG Boys Maglificio-Technogym-Bianchi | + 28 min 38 s     |
| 16e | Ivan Gotti           | Italie     | Polti-Vaporetto                         | + 28 min 59 s     |
| 17e | Flavio Giupponi      | Italie     | Brescialat-Refin                        | + 29 min 39 s     |
| 18e | Udo Bölts            | Allemagne  | Telekom-Merckx                          | + 30 min 23 s     |
| 19e | Roberto Conti        | Italie     | Lampre-Panaria                          | + 33 min 41 s     |
| 20e | Davide Rebellin      | Italie     | GB-MG Boys Maglificio-Technogym-Bianchi | + 34 min 46 s     |
| 21e | Sergueï Outschakov   | Ukraine    | Polti-Vaporetto                         | + 37 min 41 s     |
| 22e | Francesco Casagrande | Italie     | Mercatone Uno-Medeghini                 | + 45 min 32 s     |
| 23e | Franco Vona          | Italie     | GB-MG Boys Maglificio-Technogym-Bianchi | + 45 min 32 s     |
| 24e | Piotr Ugrumov        | Lettonie   | Gewiss-Ballan                           | + 49 min 26 s     |
| 25e | Oscar Pelliccioli    | Italie     | Polti-Vaporetto                         | + 52 min 13 s     |

### Classements annexes finals
| Classement par points | Classement par points    | Classement par points | Classement par points | Classement par points |
| Coureur               | Coureur                  | Pays                  | Équipe                | Points                |
| --------------------- | ------------------------ | --------------------- | --------------------- | --------------------- |
| 1er                   | Djamolidine Abdoujaparov | Ouzbekistan           | Polti-Vaporetto       | 202 pts               |
| 2e                    | Evgueni Berzin           | Russie                | Gewiss-Ballan         | 182 pts               |
| 3e                    | Gianni Bugno             | Italie                | Polti-Vaporetto       | 148 pts               |
| 4e                    | Miguel Indurain          | Espagne               | Banesto               | 132 pts               |
| 5e                    | Stefano Zanini           | Italie                | Navigare-Blue Storm   | 132 pts               |
| 6e                    | Marco Pantani            | Italie                | Carrera Jeans-Tassoni | 114 pts               |
| 7e                    | Fabiano Fontanelli       | Italie                | ZG Mobili             | 113 pts               |
| 8e                    | Armand de Las Cuevas     | France                | Castorama             | 110 pts               |
| 9e                    | Giovanni Lombardi        | Italie                | Lampre-Panaria        | 107 pts               |
| 10e                   | Claudio Chiappucci       | Italie                | Carrera Jeans-Tassoni | 102 pts               |

| Classement par points | Classement par points    | Classement par points | Classement par points | Classement par points |
| Coureur               | Coureur                  | Pays                  | Équipe                | Points                |
| --------------------- | ------------------------ | --------------------- | --------------------- | --------------------- |
| 1er                   | Djamolidine Abdoujaparov | Ouzbekistan           | Polti-Vaporetto       | 202 pts               |
| 2e                    | Evgueni Berzin           | Russie                | Gewiss-Ballan         | 182 pts               |
| 3e                    | Gianni Bugno             | Italie                | Polti-Vaporetto       | 148 pts               |
| 4e                    | Miguel Indurain          | Espagne               | Banesto               | 132 pts               |
| 5e                    | Stefano Zanini           | Italie                | Navigare-Blue Storm   | 132 pts               |
| 6e                    | Marco Pantani            | Italie                | Carrera Jeans-Tassoni | 114 pts               |
| 7e                    | Fabiano Fontanelli       | Italie                | ZG Mobili             | 113 pts               |
| 8e                    | Armand de Las Cuevas     | France                | Castorama             | 110 pts               |
| 9e                    | Giovanni Lombardi        | Italie                | Lampre-Panaria        | 107 pts               |
| 10e                   | Claudio Chiappucci       | Italie                | Carrera Jeans-Tassoni | 102 pts               |

| Classement de la montagne | Classement de la montagne | Classement de la montagne | Classement de la montagne               | Classement de la montagne |
| Coureur                   | Coureur                   | Pays                      | Équipe                                  | Points                    |
| ------------------------- | ------------------------- | ------------------------- | --------------------------------------- | ------------------------- |
| 1er                       | Pascal Richard            | Suisse                    | GB-MG Boys Maglificio-Technogym-Bianchi | 78 pts                    |
| 2e                        | Michele Coppolillo        | Italie                    | Navigare-Blue Storm                     | 58 pts                    |
| 3e                        | Marco Pantani             | Italie                    | Carrera Jeans-Tassoni                   | 44 pts                    |
| 4e                        | Nelson Rodríguez          | Colombie                  | ZG Mobili                               | 24 pts                    |
| 5e                        | Evgueni Berzin            | Russie                    | Gewiss-Ballan                           | 20 pts                    |

| Classement de la montagne | Classement de la montagne | Classement de la montagne | Classement de la montagne               | Classement de la montagne |
| Coureur                   | Coureur                   | Pays                      | Équipe                                  | Points                    |
| ------------------------- | ------------------------- | ------------------------- | --------------------------------------- | ------------------------- |
| 1er                       | Pascal Richard            | Suisse                    | GB-MG Boys Maglificio-Technogym-Bianchi | 78 pts                    |
| 2e                        | Michele Coppolillo        | Italie                    | Navigare-Blue Storm                     | 58 pts                    |
| 3e                        | Marco Pantani             | Italie                    | Carrera Jeans-Tassoni                   | 44 pts                    |
| 4e                        | Nelson Rodríguez          | Colombie                  | ZG Mobili                               | 24 pts                    |
| 5e                        | Evgueni Berzin            | Russie                    | Gewiss-Ballan                           | 20 pts                    |

| Classement du meilleur jeune | Classement du meilleur jeune | Classement du meilleur jeune | Classement du meilleur jeune            | Classement du meilleur jeune |
| Coureur                      | Coureur                      | Pays                         | Équipe                                  | Temps                        |
| ---------------------------- | ---------------------------- | ---------------------------- | --------------------------------------- | ---------------------------- |
| 1er                          | Evgueni Berzin               | Russie                       | Gewiss-Ballan                           | 100 h 41 min 21 s            |
| 2e                           | Marco Pantani                | Italie                       | Carrera Jeans-Tassoni                   | + 2 min 51 s                 |
| 3e                           | Wladimir Belli               | Italie                       | Lampre-Panaria                          | + 19 min 36 s                |
| 4e                           | Georg Totschnig              | Autriche                     | Polti-Vaporetto                         | + 20 min 04 s                |
| 5e                           | Davide Rebellin              | Italie                       | GB-MG Boys Maglificio-Technogym-Bianchi | + 34 min 46 s                |
| 6e                           | Francesco Casagrande         | Italie                       | Mercatone Uno-Medeghini                 | + 45 min 32 s                |
| 7e                           | Giuseppe Guerini             | Italie                       | Navigare-Blue Storm                     | + 1 h 11 min 27 s            |
| 8e                           | Michele Bartoli              | Italie                       | Mercatone Uno-Medeghini                 | + 1 h 33 min 11 s            |
| 9e                           | José Luis Arrieta            | Espagne                      | Banesto                                 | + 2 h 00 min 41 s            |
| 10e                          | Paolo Fornaciari             | Italie                       | Mercatone Uno-Medeghini                 | + 2 h 19 min 35 s            |

| Classement du meilleur jeune | Classement du meilleur jeune | Classement du meilleur jeune | Classement du meilleur jeune            | Classement du meilleur jeune |
| Coureur                      | Coureur                      | Pays                         | Équipe                                  | Temps                        |
| ---------------------------- | ---------------------------- | ---------------------------- | --------------------------------------- | ---------------------------- |
| 1er                          | Evgueni Berzin               | Russie                       | Gewiss-Ballan                           | 100 h 41 min 21 s            |
| 2e                           | Marco Pantani                | Italie                       | Carrera Jeans-Tassoni                   | + 2 min 51 s                 |
| 3e                           | Wladimir Belli               | Italie                       | Lampre-Panaria                          | + 19 min 36 s                |
| 4e                           | Georg Totschnig              | Autriche                     | Polti-Vaporetto                         | + 20 min 04 s                |
| 5e                           | Davide Rebellin              | Italie                       | GB-MG Boys Maglificio-Technogym-Bianchi | + 34 min 46 s                |
| 6e                           | Francesco Casagrande         | Italie                       | Mercatone Uno-Medeghini                 | + 45 min 32 s                |
| 7e                           | Giuseppe Guerini             | Italie                       | Navigare-Blue Storm                     | + 1 h 11 min 27 s            |
| 8e                           | Michele Bartoli              | Italie                       | Mercatone Uno-Medeghini                 | + 1 h 33 min 11 s            |
| 9e                           | José Luis Arrieta            | Espagne                      | Banesto                                 | + 2 h 00 min 41 s            |
| 10e                          | Paolo Fornaciari             | Italie                       | Mercatone Uno-Medeghini                 | + 2 h 19 min 35 s            |

| Classement Intergiro | Classement Intergiro     | Classement Intergiro | Classement Intergiro | Classement Intergiro |
|                      | Coureur                  | Pays                 | Équipe               | Temps                |
| -------------------- | ------------------------ | -------------------- | -------------------- | -------------------- |
| 1er                  | Djamolidine Abdoujaparov | Ouzbékistan          | Polti–Vaporetto      | en 62 h 0 min 39 s   |
| 2e                   | Evgeni Berzin            | Russie               | Gewiss–Ballan        | + 44 s               |
| 3e                   | Fabiano Fontanelli       | Italie               | ZG Mobili            | + 1 min 50 s         |
| modifier             |                          |                      |                      |                      |

| Classement par équipes | Classement par équipes                  | Classement par équipes | Classement par équipes |
| Équipe                 | Équipe                                  | Pays                   | Temps                  |
| ---------------------- | --------------------------------------- | ---------------------- | ---------------------- |
| 1re                    | Carrera Jeans-Tassoni                   | Italie                 | 302 h 25 min 45 s      |
| 2e                     | Polti-Vaporetto                         | Italie                 | + 24 min 55 s          |
| 3e                     | Lampre-Panaria                          | Italie                 | + 24 min 56 s          |
| 4e                     | Gewiss-Ballan                           | Italie                 | + 36 min 21 s          |
| 5e                     | GB-MG Boys Maglificio-Technogym-Bianchi | Italie                 | + 41 min 23 s          |
| 6e                     | Castorama                               | France                 | + 1 h 29 min 22 s      |
| 7e                     | Kelme-Avianca-Gios                      | Espagne                | + 1 h 40 min 39 s      |
| 8e                     | Banesto                                 | Espagne                | + 1 h 51 min 13 s      |
| 9e                     | Navigare-Blue Storm                     | Italie                 | + 1 h 52 min 46 s      |
| 10e                    | ZG Mobili                               | Italie                 | + 2 h 02 min 57 s      |

| Classement par équipes | Classement par équipes                  | Classement par équipes | Classement par équipes |
| Équipe                 | Équipe                                  | Pays                   | Temps                  |
| ---------------------- | --------------------------------------- | ---------------------- | ---------------------- |
| 1re                    | Carrera Jeans-Tassoni                   | Italie                 | 302 h 25 min 45 s      |
| 2e                     | Polti-Vaporetto                         | Italie                 | + 24 min 55 s          |
| 3e                     | Lampre-Panaria                          | Italie                 | + 24 min 56 s          |
| 4e                     | Gewiss-Ballan                           | Italie                 | + 36 min 21 s          |
| 5e                     | GB-MG Boys Maglificio-Technogym-Bianchi | Italie                 | + 41 min 23 s          |
| 6e                     | Castorama                               | France                 | + 1 h 29 min 22 s      |
| 7e                     | Kelme-Avianca-Gios                      | Espagne                | + 1 h 40 min 39 s      |
| 8e                     | Banesto                                 | Espagne                | + 1 h 51 min 13 s      |
| 9e                     | Navigare-Blue Storm                     | Italie                 | + 1 h 52 min 46 s      |
| 10e                    | ZG Mobili                               | Italie                 | + 2 h 02 min 57 s      |

| Classement par équipes aux points | Classement par équipes aux points       | Classement par équipes aux points | Classement par équipes aux points |
| Équipe                            | Équipe                                  | Pays                              | Points                            |
| --------------------------------- | --------------------------------------- | --------------------------------- | --------------------------------- |
| 1re                               | Polti-Vaporetto                         | Italie                            | 543 pts                           |
| 2e                                | GB-MG Boys Maglificio-Technogym-Bianchi | Italie                            | 504 pts                           |
| 3e                                | Lampre-Panaria                          | Italie                            | 446 pts                           |
| 4e                                | Carrera Jeans-Tassoni                   | Italie                            | 388 pts                           |
| 5e                                | Navigare-Blue Storm                     | Italie                            | 375 pts                           |
| 6e                                | ZG Mobili                               | Italie                            | 363 pts                           |
| 7e                                | Gewiss-Ballan                           | Italie                            | 358 pts                           |
| 8e                                | Mercatone Uno-Medeghini                 | Saint-Marin                       | 321 pts                           |
| 9e                                | Castorama                               | France                            | 242 pts                           |
| 10e                               | Brescialat-Refin                        | Italie                            | 223 pts                           |

| Classement par équipes aux points | Classement par équipes aux points       | Classement par équipes aux points | Classement par équipes aux points |
| Équipe                            | Équipe                                  | Pays                              | Points                            |
| --------------------------------- | --------------------------------------- | --------------------------------- | --------------------------------- |
| 1re                               | Polti-Vaporetto                         | Italie                            | 543 pts                           |
| 2e                                | GB-MG Boys Maglificio-Technogym-Bianchi | Italie                            | 504 pts                           |
| 3e                                | Lampre-Panaria                          | Italie                            | 446 pts                           |
| 4e                                | Carrera Jeans-Tassoni                   | Italie                            | 388 pts                           |
| 5e                                | Navigare-Blue Storm                     | Italie                            | 375 pts                           |
| 6e                                | ZG Mobili                               | Italie                            | 363 pts                           |
| 7e                                | Gewiss-Ballan                           | Italie                            | 358 pts                           |
| 8e                                | Mercatone Uno-Medeghini                 | Saint-Marin                       | 321 pts                           |
| 9e                                | Castorama                               | France                            | 242 pts                           |
| 10e                               | Brescialat-Refin                        | Italie                            | 223 pts                           |

## Évolution des classements
Les cyclistes présents dans le tableau ci-dessous correspondent aux leaders des classements. Ils peuvent ne pas correspondre au porteur du maillot.
| Étape              | Vainqueur                | Classement général   | Classement par point     | Classement de la montagne | Classement du meilleur jeune | Classement par équipes |
| ------------------ | ------------------------ | -------------------- | ------------------------ | ------------------------- | ---------------------------- | ---------------------- |
| 1re étape a        | Endrio Leoni             | Endrio Leoni         | Endrio Leoni             | "non attribué"            | Michele Bartoli              | Jolly Componibili      |
| 1re étape b        | Armand de Las Cuevas     | Armand de Las Cuevas | Armand de Las Cuevas     | "non attribué"            | Evgueni Berzin               | Mercatone Uno          |
| 2e étape           | Moreno Argentin          | Moreno Argentin      | Evgueni Berzin           | Michele Coppolillo        | Evgueni Berzin               | Gewiss                 |
| 3e étape           | Gianni Bugno             | Moreno Argentin      | Evgueni Berzin           | Michele Coppolillo        | Evgueni Berzin               | Gewiss                 |
| 4e étape           | Evgueni Berzin           | Evgueni Berzin       | Evgueni Berzin           | Michele Coppolillo        | Evgueni Berzin               | Polti                  |
| 5e étape           | Endrio Leoni             | Evgueni Berzin       | Evgueni Berzin           | Michele Coppolillo        | Evgueni Berzin               | Polti                  |
| 6e étape           | Marco Saligari           | Evgueni Berzin       | Evgueni Berzin           | Michele Coppolillo        | Evgueni Berzin               | Polti                  |
| 7e étape           | Laudelino Cubino         | Evgueni Berzin       | Evgueni Berzin           | Michele Coppolillo        | Evgueni Berzin               | Polti                  |
| 8e étape           | Evgueni Berzin           | Evgueni Berzin       | Evgueni Berzin           | Michele Coppolillo        | Evgueni Berzin               | Gewiss                 |
| 9e étape           | Jan Svorada              | Evgueni Berzin       | Evgueni Berzin           | Michele Coppolillo        | Evgueni Berzin               | Gewiss                 |
| 10e étape          | Djamolidine Abdoujaparov | Evgueni Berzin       | Evgueni Berzin           | Michele Coppolillo        | Evgueni Berzin               | Gewiss                 |
| 11e étape          | Jan Svorada              | Evgueni Berzin       | Evgueni Berzin           | Michele Coppolillo        | Evgueni Berzin               | Gewiss                 |
| 12e étape<         | Andrea Ferrigato         | Evgueni Berzin       | Evgueni Berzin           | Michele Coppolillo        | Evgueni Berzin               | Gewiss                 |
| 13e étape          | Michele Bartoli          | Evgueni Berzin       | Evgueni Berzin           | Michele Coppolillo        | Evgueni Berzin               | Castorama              |
| 14e étape          | Marco Pantani            | Evgueni Berzin       | Evgueni Berzin           | Pascal Richard            | Evgueni Berzin               | GB-MG                  |
| 15e étape          | Marco Pantani            | Evgueni Berzin       | Evgueni Berzin           | Pascal Richard            | Evgueni Berzin               | Carrera                |
| 16e étape          | Maximilian Sciandri      | Evgueni Berzin       | Djamolidine Abdoujaparov | Pascal Richard            | Evgueni Berzin               | Carrera                |
| 17e étape          | Jan Svorada              | Evgueni Berzin       | Djamolidine Abdoujaparov | Pascal Richard            | Evgueni Berzin               | Carrera                |
| 18e étape          | Evgueni Berzin           | Evgueni Berzin       | Evgueni Berzin           | Pascal Richard            | Evgueni Berzin               | Carrera                |
| 19e étape          | Massimo Ghirotto         | Evgueni Berzin       | Evgueni Berzin           | Pascal Richard            | Evgueni Berzin               | Carrera                |
| 20e étape          | Vladimir Poulnikov       | Evgueni Berzin       | Evgueni Berzin           | Pascal Richard            | Evgueni Berzin               | Carrera                |
| 21e étape          | Pascal Richard           | Evgueni Berzin       | Evgueni Berzin           | Pascal Richard            | Evgueni Berzin               | Carrera                |
| 22e étape          | Stefano Zanini           | Evgueni Berzin       | Djamolidine Abdoujaparov | Pascal Richard            | Evgueni Berzin               | Carrera                |
| Classements finals | Classements finals       | Evgueni Berzin       | Djamolidine Abdoujaparov | Pascal Richard            | Evgueni Berzin               | Carrera                |

## Liste des participants
| Banesto BAN | Banesto BAN              | Banesto BAN |
| ----------- | ------------------------ | ----------- |
| Num         | Coureur                  | Pos         |
| 1           | Miguel Indurain (ESP)    | 3e          |
| 2           | José Luis Arrieta (ESP)  | 49e         |
| 3           | Santiago Crespo (ESP)    | 67e         |
| 4           | Stéphane Heulot (FRA)    | 65e         |
| 5           | Prudencio Indurain (ESP) | 50e         |
| 6           | Jesús Montoya (ESP)      | AB-20       |
| 7           | Gérard Rué (FRA)         | 34e         |
| 8           | José Ramón Uriarte (ESP) | 52e         |
| 9           | Erwin Nijboer (NED)      | 87e         |

| Amore & Vita-Galatron AMO | Amore & Vita-Galatron AMO | Amore & Vita-Galatron AMO |
| ------------------------- | ------------------------- | ------------------------- |
| Num                       | Coureur                   | Pos                       |
| 11                        | Riccardo Forconi (ITA)    | 77e                       |
| 12                        | Simone Borgheresi (ITA)   | 96e                       |
| 13                        | Giuseppe Calcaterra (ITA) | 79e                       |
| 14                        | Gianluca Pierobon (ITA)   | AB-20                     |
| 15                        | Alessio Di Basco (ITA)    | AB-14                     |
| 16                        | Rodolfo Massi (ITA)       | 37e                       |
| 17                        | Valter Bonča (SLO)        | AB-20                     |
| 18                        | Maurizio Molinari (ITA)   | 75e                       |
| 19                        | Antonio Fanelli (ITA)     | AB-13                     |

| Brescialat-Refin ___ | Brescialat-Refin ___    | Brescialat-Refin ___ |
| -------------------- | ----------------------- | -------------------- |
| Num                  | Coureur                 | Pos                  |
| 21                   | Flavio Giupponi (ITA)   | 17e                  |
| 22                   | Bruno Leali (ITA)       | 47e                  |
| 23                   | Fabio Bordonali (ITA)   | AB-20                |
| 24                   | Luca Gelfi (ITA)        | AB-19                |
| 25                   | Fabio Roscioli (ITA)    | 56e                  |
| 26                   | Eric Vanderaerden (BEL) | AB-15                |
| 27                   | Roberto Pelliconi (ITA) | AB-20                |
| 28                   | Felice Puttini (SUI)    | 62e                  |
| 29                   | Heinz Imboden (SUI)     | AB-21                |

| Carrera Jeans-Tassoni ___ | Carrera Jeans-Tassoni ___ | Carrera Jeans-Tassoni ___ |
| ------------------------- | ------------------------- | ------------------------- |
| Num                       | Coureur                   | Pos                       |
| 31                        | Claudio Chiappucci (ITA)  | 5e                        |
| 32                        | Vladimir Poulnikov (UKR)  | 11e                       |
| 33                        | Leonardo Sierra (VEN)     | 63e                       |
| 34                        | Marco Pantani (ITA)       | 2e                        |
| 35                        | Mario Chiesa (ITA)        | 59e                       |
| 36                        | Samuele Schiavina (ITA)   | AB-7                      |
| 37                        | Stefano Checchin (ITA)    | 76e                       |
| 38                        | Marco Artunghi (ITA)      | HD-7                      |
| 39                        | Remo Rossi (ITA)          | HD-7                      |

| Castorama ___ | Castorama ___              | Castorama ___ |
| ------------- | -------------------------- | ------------- |
| Num           | Coureur                    | Pos           |
| 41            | Armand de Las Cuevas (FRA) | 9e            |
| 42            | Thierry Bourguignon (FRA)  | AB-13         |
| 43            | Laurent Brochard (FRA)     | 55e           |
| 44            | Thomas Davy (FRA)          | 40e           |
| 45            | Fabian Jeker (SUI)         | AB-19         |
| 46            | Laurent Madouas (FRA)      | 27e           |
| 47            | Thierry Marie (FRA)        | AB-20         |
| 48            | Jean-Cyril Robin (FRA)     | 42e           |
| 49            | Heinrich Trumheller (GER)  | NP-13         |

| GB-MG Boys Maglificio-Technogym-Bianchi ___ | GB-MG Boys Maglificio-Technogym-Bianchi ___ | GB-MG Boys Maglificio-Technogym-Bianchi ___ |
| ------------------------------------------- | ------------------------------------------- | ------------------------------------------- |
| Num                                         | Coureur                                     | Pos                                         |
| 51                                          | Fabio Baldato (ITA)                         | AB-20                                       |
| 52                                          | Davide Rebellin (ITA)                       | 20e                                         |
| 53                                          | Pascal Richard (SUI)                        | 15e                                         |
| 54                                          | Marco Saligari (ITA)                        | 64e                                         |
| 55                                          | Maximilian Sciandri (ITA)                   | AB-20                                       |
| 56                                          | Luca Scinto (ITA)                           | 86e                                         |
| 57                                          | Rolf Sørensen (DEN)                         | 30e                                         |
| 58                                          | Flavio Vanzella (ITA)                       | 60e                                         |
| 59                                          | Franco Vona (ITA)                           | 23e                                         |

| Gewiss-Ballan ___ | Gewiss-Ballan ___      | Gewiss-Ballan ___ |
| ----------------- | ---------------------- | ----------------- |
| Num               | Coureur                | Pos               |
| 61                | Giorgio Furlan (ITA)   | AB-12             |
| 62                | Moreno Argentin (ITA)  | 14e               |
| 63                | Guido Bontempi (ITA)   | 69e               |
| 64                | Evgueni Berzin (RUS)   | 1er               |
| 65                | Alberto Volpi (ITA)    | 35e               |
| 66                | Piotr Ugrumov (LAT)    | 24e               |
| 67                | Bjarne Riis (DEN)      | 70e               |
| 68                | Bruno Cenghialta (ITA) | 36e               |
| 69                | Enrico Zaina (ITA)     | 26e               |

| Jolly Componibili-Cage ___ | Jolly Componibili-Cage ___ | Jolly Componibili-Cage ___ |
| -------------------------- | -------------------------- | -------------------------- |
| Num                        | Coureur                    | Pos                        |
| 71                         | Zenon Jaskuła (POL)        | NP-10                      |
| 72                         | Dimitri Konyshev (RUS)     | AB-19                      |
| 73                         | Endrio Leoni (ITA)         | NP-12                      |
| 74                         | René Foucachon (FRA)       | 94e                        |
| 75                         | Laurent Pillon (FRA)       | 88e                        |
| 76                         | Dante Rezze (FRA)          | AB-19                      |
| 77                         | Stefano Zanatta (ITA)      | AB-12                      |
| 78                         | Fausto Dotti (ITA)         | 90e                        |
| 79                         | Gianluca Gorini (ITA)      | 82e                        |

| Kelme-Avianca-Gios KEL | Kelme-Avianca-Gios KEL    | Kelme-Avianca-Gios KEL |
| ---------------------- | ------------------------- | ---------------------- |
| Num                    | Coureur                   | Pos                    |
| 81                     | Laudelino Cubino (ESP)    | AB-20                  |
| 82                     | Augusto Triana (COL)      | 38e                    |
| 83                     | Federico Muñoz (COL)      | 33e                    |
| 84                     | Andrzej Sypytkowski (POL) | 73e                    |
| 85                     | Néstor Mora (COL)         | 71e                    |
| 86                     | Libardo Niño (COL)        | 72e                    |
| 87                     | José Ángel Vidal (ESP)    | AB-15                  |
| 88                     | Julio César Ortegón (COL) | 54e                    |
| 89                     | Hernán Buenahora (COL)    | AB-21                  |

| Lampre-Panaria LAM | Lampre-Panaria LAM      | Lampre-Panaria LAM |
| ------------------ | ----------------------- | ------------------ |
| Num                | Coureur                 | Pos                |
| 91                 | Pavel Tonkov (RUS)      | 4e                 |
| 92                 | Wladimir Belli (ITA)    | 12e                |
| 93                 | Davide Bramati (ITA)    | 80e                |
| 94                 | Roberto Conti (ITA)     | 19e                |
| 95                 | Gianni Faresin (ITA)    | 31e                |
| 96                 | Mirko Gualdi (ITA)      | AB-14              |
| 97                 | Giovanni Lombardi (ITA) | 91e                |
| 98                 | Zbigniew Spruch (POL)   | 66e                |
| 99                 | Ján Svorada (SVK)       | AB-20              |

| Mapei-CLAS MAP | Mapei-CLAS MAP            | Mapei-CLAS MAP |
| -------------- | ------------------------- | -------------- |
| Num            | Coureur                   | Pos            |
| 101            | Franco Ballerini (ITA)    | AB-7           |
| 102            | Gianluca Bortolami (ITA)  | 51e            |
| 103            | Andrea Chiurato (ITA)     | 45e            |
| 104            | Stefano Della Santa (ITA) | AB-15          |
| 105            | Marco Giovannetti (ITA)   | NP-16          |
| 106            | Dario Nicoletti (ITA)     | 83e            |
| 107            | Andrea Noè (ITA)          | AB-9           |
| 108            | Valerio Tebaldi (ITA)     | 92e            |
| 109            | Andrei Teteriouk (KAZ)    | 78e            |

| Mercatone Uno-Medeghini MER | Mercatone Uno-Medeghini MER | Mercatone Uno-Medeghini MER |
| --------------------------- | --------------------------- | --------------------------- |
| Num                         | Coureur                     | Pos                         |
| 111                         | Michele Bartoli (ITA)       | 43e                         |
| 112                         | Francesco Casagrande (ITA)  | 22e                         |
| 113                         | Franco Chioccioli (ITA)     | 46e                         |
| 114                         | Adriano Baffi (ITA)         | AB-14                       |
| 115                         | Paolo Fornaciari (ITA)      | 61e                         |
| 116                         | Eros Poli (ITA)             | 98e                         |
| 117                         | Massimiliano Lelli (ITA)    | AB-14                       |
| 118                         | Mariano Piccoli (ITA)       | 89e                         |
| 119                         | Silvio Martinello (ITA)     | AB-15                       |

| Motorola ___ | Motorola ___            | Motorola ___ |
| ------------ | ----------------------- | ------------ |
| Num          | Coureur                 | Pos          |
| 121          | Raúl Alcalá (MEX)       | AB-20        |
| 122          | Michel Dernies (BEL)    | 81e          |
| 123          | Andrew Hampsten (USA)   | 10e          |
| 124          | Steve Larsen (USA)      | 84e          |
| 125          | Gabriele Rampollo (ITA) | AB-19        |
| 126          | Álvaro Mejía (COL)      | 39e          |
| 127          | Jan Schur (GDR)         | AB-10        |
| 128          | Brian Smith (GBR)       | 95e          |
| 129          | Bjørn Stenersen (NOR)   | AB-20        |

| Navigare-Blue Storm NAV | Navigare-Blue Storm NAV    | Navigare-Blue Storm NAV |
| ----------------------- | -------------------------- | ----------------------- |
| Num                     | Coureur                    | Pos                     |
| 131                     | Michele Coppolillo (ITA)   | 29e                     |
| 132                     | Massimo Podenzana (ITA)    | 7e                      |
| 133                     | Stefano Zanini (ITA)       | 48e                     |
| 134                     | Fabrizio Settembrini (ITA) | AB-14                   |
| 135                     | Roberto Pagnin (ITA)       | 97e                     |
| 136                     | Giuseppe Guerini (ITA)     | 32e                     |
| 137                     | Luboš Lom (TCH)            | AB-14                   |
| 138                     | Massimo Strazzer (ITA)     | AB-6                    |
| 139                     | Angelo Citracca (ITA)      | AB-13                   |

| Polti-Vaporetto PLT | Polti-Vaporetto PLT            | Polti-Vaporetto PLT |
| ------------------- | ------------------------------ | ------------------- |
| Num                 | Coureur                        | Pos                 |
| 141                 | Gianni Bugno (ITA)             | 8e                  |
| 142                 | Djamolidine Abdoujaparov (UZB) | 44e                 |
| 143                 | Giovanni Fidanza (ITA)         | 74e                 |
| 144                 | Ivan Gotti (ITA)               | 16e                 |
| 145                 | Sergueï Outschakov (UKR)       | 21e                 |
| 146                 | Oscar Pelliccioli (ITA)        | 25e                 |
| 147                 | Mario Scirea (ITA)             | 85e                 |
| 148                 | Georg Totschnig (AUT)          | 13e                 |
| 149                 | Dimitri Zhdanov (RUS)          | AB-19               |

| Telekom-Merckx ___ | Telekom-Merckx ___     | Telekom-Merckx ___ |
| ------------------ | ---------------------- | ------------------ |
| Num                | Coureur                | Pos                |
| 151                | Udo Bölts (GER)        | 18e                |
| 152                | Jens Heppner (GER)     | 58e                |
| 153                | Christian Henn (GER)   | AB-12              |
| 154                | Dominik Krieger (GER)  | 93e                |
| 155                | Mario Kummer (GER)     | AB-20              |
| 156                | Uwe Raab (GER)         | AB-20              |
| 157                | Marc van Orsouw (NED)  | AB-4               |
| 158                | Jürgen Werner (GER)    | 99e                |
| 159                | Steffen Wesemann (GER) | AB-1a              |

| ZG Mobili ___ | ZG Mobili ___                   | ZG Mobili ___ |
| ------------- | ------------------------------- | ------------- |
| Num           | Coureur                         | Pos           |
| 161           | Fabio Casartelli (ITA)          | AB-15         |
| 162           | Andrea Ferrigato (ITA)          | 28e           |
| 163           | Fabiano Fontanelli (ITA)        | 68e           |
| 164           | Massimo Ghirotto (ITA)          | 41e           |
| 165           | Raúl Montaña (COL)              | AB-6          |
| 166           | Giancarlo Perini (ITA)          | 57e           |
| 167           | Hendrik Redant (BEL)            | AB-20         |
| 168           | Nelson Rodríguez (COL)          | 6e            |
| 169           | Mauro Antonio Santaromita (ITA) | 53e           |

| Banesto BAN | Banesto BAN              | Banesto BAN |
| ----------- | ------------------------ | ----------- |
| Num         | Coureur                  | Pos         |
| 1           | Miguel Indurain (ESP)    | 3e          |
| 2           | José Luis Arrieta (ESP)  | 49e         |
| 3           | Santiago Crespo (ESP)    | 67e         |
| 4           | Stéphane Heulot (FRA)    | 65e         |
| 5           | Prudencio Indurain (ESP) | 50e         |
| 6           | Jesús Montoya (ESP)      | AB-20       |
| 7           | Gérard Rué (FRA)         | 34e         |
| 8           | José Ramón Uriarte (ESP) | 52e         |
| 9           | Erwin Nijboer (NED)      | 87e         |

| Amore & Vita-Galatron AMO | Amore & Vita-Galatron AMO | Amore & Vita-Galatron AMO |
| ------------------------- | ------------------------- | ------------------------- |
| Num                       | Coureur                   | Pos                       |
| 11                        | Riccardo Forconi (ITA)    | 77e                       |
| 12                        | Simone Borgheresi (ITA)   | 96e                       |
| 13                        | Giuseppe Calcaterra (ITA) | 79e                       |
| 14                        | Gianluca Pierobon (ITA)   | AB-20                     |
| 15                        | Alessio Di Basco (ITA)    | AB-14                     |
| 16                        | Rodolfo Massi (ITA)       | 37e                       |
| 17                        | Valter Bonča (SLO)        | AB-20                     |
| 18                        | Maurizio Molinari (ITA)   | 75e                       |
| 19                        | Antonio Fanelli (ITA)     | AB-13                     |

| Brescialat-Refin ___ | Brescialat-Refin ___    | Brescialat-Refin ___ |
| -------------------- | ----------------------- | -------------------- |
| Num                  | Coureur                 | Pos                  |
| 21                   | Flavio Giupponi (ITA)   | 17e                  |
| 22                   | Bruno Leali (ITA)       | 47e                  |
| 23                   | Fabio Bordonali (ITA)   | AB-20                |
| 24                   | Luca Gelfi (ITA)        | AB-19                |
| 25                   | Fabio Roscioli (ITA)    | 56e                  |
| 26                   | Eric Vanderaerden (BEL) | AB-15                |
| 27                   | Roberto Pelliconi (ITA) | AB-20                |
| 28                   | Felice Puttini (SUI)    | 62e                  |
| 29                   | Heinz Imboden (SUI)     | AB-21                |

| Carrera Jeans-Tassoni ___ | Carrera Jeans-Tassoni ___ | Carrera Jeans-Tassoni ___ |
| ------------------------- | ------------------------- | ------------------------- |
| Num                       | Coureur                   | Pos                       |
| 31                        | Claudio Chiappucci (ITA)  | 5e                        |
| 32                        | Vladimir Poulnikov (UKR)  | 11e                       |
| 33                        | Leonardo Sierra (VEN)     | 63e                       |
| 34                        | Marco Pantani (ITA)       | 2e                        |
| 35                        | Mario Chiesa (ITA)        | 59e                       |
| 36                        | Samuele Schiavina (ITA)   | AB-7                      |
| 37                        | Stefano Checchin (ITA)    | 76e                       |
| 38                        | Marco Artunghi (ITA)      | HD-7                      |
| 39                        | Remo Rossi (ITA)          | HD-7                      |

| Castorama ___ | Castorama ___              | Castorama ___ |
| ------------- | -------------------------- | ------------- |
| Num           | Coureur                    | Pos           |
| 41            | Armand de Las Cuevas (FRA) | 9e            |
| 42            | Thierry Bourguignon (FRA)  | AB-13         |
| 43            | Laurent Brochard (FRA)     | 55e           |
| 44            | Thomas Davy (FRA)          | 40e           |
| 45            | Fabian Jeker (SUI)         | AB-19         |
| 46            | Laurent Madouas (FRA)      | 27e           |
| 47            | Thierry Marie (FRA)        | AB-20         |
| 48            | Jean-Cyril Robin (FRA)     | 42e           |
| 49            | Heinrich Trumheller (GER)  | NP-13         |

| GB-MG Boys Maglificio-Technogym-Bianchi ___ | GB-MG Boys Maglificio-Technogym-Bianchi ___ | GB-MG Boys Maglificio-Technogym-Bianchi ___ |
| ------------------------------------------- | ------------------------------------------- | ------------------------------------------- |
| Num                                         | Coureur                                     | Pos                                         |
| 51                                          | Fabio Baldato (ITA)                         | AB-20                                       |
| 52                                          | Davide Rebellin (ITA)                       | 20e                                         |
| 53                                          | Pascal Richard (SUI)                        | 15e                                         |
| 54                                          | Marco Saligari (ITA)                        | 64e                                         |
| 55                                          | Maximilian Sciandri (ITA)                   | AB-20                                       |
| 56                                          | Luca Scinto (ITA)                           | 86e                                         |
| 57                                          | Rolf Sørensen (DEN)                         | 30e                                         |
| 58                                          | Flavio Vanzella (ITA)                       | 60e                                         |
| 59                                          | Franco Vona (ITA)                           | 23e                                         |

| Gewiss-Ballan ___ | Gewiss-Ballan ___      | Gewiss-Ballan ___ |
| ----------------- | ---------------------- | ----------------- |
| Num               | Coureur                | Pos               |
| 61                | Giorgio Furlan (ITA)   | AB-12             |
| 62                | Moreno Argentin (ITA)  | 14e               |
| 63                | Guido Bontempi (ITA)   | 69e               |
| 64                | Evgueni Berzin (RUS)   | 1er               |
| 65                | Alberto Volpi (ITA)    | 35e               |
| 66                | Piotr Ugrumov (LAT)    | 24e               |
| 67                | Bjarne Riis (DEN)      | 70e               |
| 68                | Bruno Cenghialta (ITA) | 36e               |
| 69                | Enrico Zaina (ITA)     | 26e               |

| Jolly Componibili-Cage ___ | Jolly Componibili-Cage ___ | Jolly Componibili-Cage ___ |
| -------------------------- | -------------------------- | -------------------------- |
| Num                        | Coureur                    | Pos                        |
| 71                         | Zenon Jaskuła (POL)        | NP-10                      |
| 72                         | Dimitri Konyshev (RUS)     | AB-19                      |
| 73                         | Endrio Leoni (ITA)         | NP-12                      |
| 74                         | René Foucachon (FRA)       | 94e                        |
| 75                         | Laurent Pillon (FRA)       | 88e                        |
| 76                         | Dante Rezze (FRA)          | AB-19                      |
| 77                         | Stefano Zanatta (ITA)      | AB-12                      |
| 78                         | Fausto Dotti (ITA)         | 90e                        |
| 79                         | Gianluca Gorini (ITA)      | 82e                        |

| Kelme-Avianca-Gios KEL | Kelme-Avianca-Gios KEL    | Kelme-Avianca-Gios KEL |
| ---------------------- | ------------------------- | ---------------------- |
| Num                    | Coureur                   | Pos                    |
| 81                     | Laudelino Cubino (ESP)    | AB-20                  |
| 82                     | Augusto Triana (COL)      | 38e                    |
| 83                     | Federico Muñoz (COL)      | 33e                    |
| 84                     | Andrzej Sypytkowski (POL) | 73e                    |
| 85                     | Néstor Mora (COL)         | 71e                    |
| 86                     | Libardo Niño (COL)        | 72e                    |
| 87                     | José Ángel Vidal (ESP)    | AB-15                  |
| 88                     | Julio César Ortegón (COL) | 54e                    |
| 89                     | Hernán Buenahora (COL)    | AB-21                  |

| Lampre-Panaria LAM | Lampre-Panaria LAM      | Lampre-Panaria LAM |
| ------------------ | ----------------------- | ------------------ |
| Num                | Coureur                 | Pos                |
| 91                 | Pavel Tonkov (RUS)      | 4e                 |
| 92                 | Wladimir Belli (ITA)    | 12e                |
| 93                 | Davide Bramati (ITA)    | 80e                |
| 94                 | Roberto Conti (ITA)     | 19e                |
| 95                 | Gianni Faresin (ITA)    | 31e                |
| 96                 | Mirko Gualdi (ITA)      | AB-14              |
| 97                 | Giovanni Lombardi (ITA) | 91e                |
| 98                 | Zbigniew Spruch (POL)   | 66e                |
| 99                 | Ján Svorada (SVK)       | AB-20              |

| Mapei-CLAS MAP | Mapei-CLAS MAP            | Mapei-CLAS MAP |
| -------------- | ------------------------- | -------------- |
| Num            | Coureur                   | Pos            |
| 101            | Franco Ballerini (ITA)    | AB-7           |
| 102            | Gianluca Bortolami (ITA)  | 51e            |
| 103            | Andrea Chiurato (ITA)     | 45e            |
| 104            | Stefano Della Santa (ITA) | AB-15          |
| 105            | Marco Giovannetti (ITA)   | NP-16          |
| 106            | Dario Nicoletti (ITA)     | 83e            |
| 107            | Andrea Noè (ITA)          | AB-9           |
| 108            | Valerio Tebaldi (ITA)     | 92e            |
| 109            | Andrei Teteriouk (KAZ)    | 78e            |

| Mercatone Uno-Medeghini MER | Mercatone Uno-Medeghini MER | Mercatone Uno-Medeghini MER |
| --------------------------- | --------------------------- | --------------------------- |
| Num                         | Coureur                     | Pos                         |
| 111                         | Michele Bartoli (ITA)       | 43e                         |
| 112                         | Francesco Casagrande (ITA)  | 22e                         |
| 113                         | Franco Chioccioli (ITA)     | 46e                         |
| 114                         | Adriano Baffi (ITA)         | AB-14                       |
| 115                         | Paolo Fornaciari (ITA)      | 61e                         |
| 116                         | Eros Poli (ITA)             | 98e                         |
| 117                         | Massimiliano Lelli (ITA)    | AB-14                       |
| 118                         | Mariano Piccoli (ITA)       | 89e                         |
| 119                         | Silvio Martinello (ITA)     | AB-15                       |

| Motorola ___ | Motorola ___            | Motorola ___ |
| ------------ | ----------------------- | ------------ |
| Num          | Coureur                 | Pos          |
| 121          | Raúl Alcalá (MEX)       | AB-20        |
| 122          | Michel Dernies (BEL)    | 81e          |
| 123          | Andrew Hampsten (USA)   | 10e          |
| 124          | Steve Larsen (USA)      | 84e          |
| 125          | Gabriele Rampollo (ITA) | AB-19        |
| 126          | Álvaro Mejía (COL)      | 39e          |
| 127          | Jan Schur (GDR)         | AB-10        |
| 128          | Brian Smith (GBR)       | 95e          |
| 129          | Bjørn Stenersen (NOR)   | AB-20        |

| Navigare-Blue Storm NAV | Navigare-Blue Storm NAV    | Navigare-Blue Storm NAV |
| ----------------------- | -------------------------- | ----------------------- |
| Num                     | Coureur                    | Pos                     |
| 131                     | Michele Coppolillo (ITA)   | 29e                     |
| 132                     | Massimo Podenzana (ITA)    | 7e                      |
| 133                     | Stefano Zanini (ITA)       | 48e                     |
| 134                     | Fabrizio Settembrini (ITA) | AB-14                   |
| 135                     | Roberto Pagnin (ITA)       | 97e                     |
| 136                     | Giuseppe Guerini (ITA)     | 32e                     |
| 137                     | Luboš Lom (TCH)            | AB-14                   |
| 138                     | Massimo Strazzer (ITA)     | AB-6                    |
| 139                     | Angelo Citracca (ITA)      | AB-13                   |

| Polti-Vaporetto PLT | Polti-Vaporetto PLT            | Polti-Vaporetto PLT |
| ------------------- | ------------------------------ | ------------------- |
| Num                 | Coureur                        | Pos                 |
| 141                 | Gianni Bugno (ITA)             | 8e                  |
| 142                 | Djamolidine Abdoujaparov (UZB) | 44e                 |
| 143                 | Giovanni Fidanza (ITA)         | 74e                 |
| 144                 | Ivan Gotti (ITA)               | 16e                 |
| 145                 | Sergueï Outschakov (UKR)       | 21e                 |
| 146                 | Oscar Pelliccioli (ITA)        | 25e                 |
| 147                 | Mario Scirea (ITA)             | 85e                 |
| 148                 | Georg Totschnig (AUT)          | 13e                 |
| 149                 | Dimitri Zhdanov (RUS)          | AB-19               |

| Telekom-Merckx ___ | Telekom-Merckx ___     | Telekom-Merckx ___ |
| ------------------ | ---------------------- | ------------------ |
| Num                | Coureur                | Pos                |
| 151                | Udo Bölts (GER)        | 18e                |
| 152                | Jens Heppner (GER)     | 58e                |
| 153                | Christian Henn (GER)   | AB-12              |
| 154                | Dominik Krieger (GER)  | 93e                |
| 155                | Mario Kummer (GER)     | AB-20              |
| 156                | Uwe Raab (GER)         | AB-20              |
| 157                | Marc van Orsouw (NED)  | AB-4               |
| 158                | Jürgen Werner (GER)    | 99e                |
| 159                | Steffen Wesemann (GER) | AB-1a              |

| ZG Mobili ___ | ZG Mobili ___                   | ZG Mobili ___ |
| ------------- | ------------------------------- | ------------- |
| Num           | Coureur                         | Pos           |
| 161           | Fabio Casartelli (ITA)          | AB-15         |
| 162           | Andrea Ferrigato (ITA)          | 28e           |
| 163           | Fabiano Fontanelli (ITA)        | 68e           |
| 164           | Massimo Ghirotto (ITA)          | 41e           |
| 165           | Raúl Montaña (COL)              | AB-6          |
| 166           | Giancarlo Perini (ITA)          | 57e           |
| 167           | Hendrik Redant (BEL)            | AB-20         |
| 168           | Nelson Rodríguez (COL)          | 6e            |
| 169           | Mauro Antonio Santaromita (ITA) | 53e           |